# Jøa
Jøa ist eine Insel der Gemeinde Namsos in der norwegischen Provinz Trøndelag. Die 55,3 km² große Insel liegt an der Südseite des Foldafjord zwischen dem Festland und der Insel Otterøya. Der südliche Teil der Insel ist flach und sumpfig, der nördliche Teil ist gebirgig und bewaldet. Der höchste Punkt der Insel ist der 297 Meter hohe Moldvikfjellet.
Der norwegische Schriftsteller Olav Duun wurde im Dorf Dun im zentralen Teil der Insel geboren.